# Tuskegee (Alabama)
Tuskegee (Aussprache [tʌsˈkiːɡiː]) ist eine City im Macon County im US-Bundesstaat Alabama. Sie hat 9.395 Einwohner (Stand: Volkszählung 2020) auf einer Fläche von 40,7 km².
Tuskegee bedeutet im Muskogee-Dialekt der Creek-Indianer Krieger.

## Geschichte

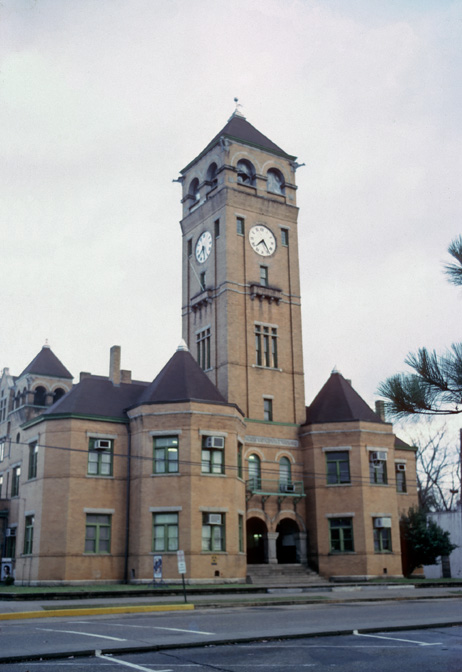
Das Gerichtsgebäude des Macon Countys in Tuskegee

Im Zweiten Weltkrieg wurden am Tuskegee Institute die sogenannten Tuskegee Airmen (Kampfpiloten) ausgebildet. Diese Männer waren die ersten schwarzen Kampfpiloten des USAAC; die Rassentrennung in den US-Streitkräften galt bis 1948. Trotz oder gerade wegen zahlreicher Schikanen vonseiten der Vorgesetzten, der Ausbilder und der Bevölkerung wurden sie eine der besten Einheiten des Krieges und verloren bei 1500 Einsätzen nur 25 der Bomber, die sie beschützten, durch gegnerische Jagdflugzeuge. Es gelang ihnen, weit über 100 deutsche Flugzeuge zu zerstören, darunter waren drei Düsenjäger Messerschmitt Me 262, die alle im Luftkampf über Berlin abgeschossen wurden. Tuskegee Airmen griffen 1944 ein deutsches Torpedoboot (TA-22, ehemals italienischer Zerstörer „Giuseppe Missori“) im Mittelmeer an und beschädigten es schwer. Im gleichen Jahr gelang es dem Leutnant Charles M. Lester, bei einem Einsatz drei deutsche Messerschmitt Bf 109 abzuschießen. Während der Kriegshandlungen beklagten die Tuskegee Airmen 66 Gefallene. 32 Flieger gerieten in deutsche Gefangenschaft.
Die Geschichte der Tuskegee Airmen war Thema des 1995 veröffentlichten, preisgekrönten Fernsehfilms „Die Ehre zu fliegen“. Die Piloten werden unter anderem von Laurence Fishburne und Cuba Gooding junior gespielt.
Die afroamerikanische Schriftstellerin Nella Larsen arbeitete einige Zeit in Tuskegee.
Einer der größten Medizinskandale der USA war die Tuskegee-Syphilis-Studie, in der etwa 400 schwarze und gleichzeitig meist arme und analphabetische Einwohner der Stadt mit bekannter Syphilis bewusst nicht mit dem zur Verfügung stehenden Penicillin behandelt wurden, um die Spätfolgen der Infektion beobachten zu können. Die beobachteten Personen wurden nicht über die Studie informiert und auch nicht darüber, dass in der Zwischenzeit eine effektive Behandlungsmöglichkeit zur Verfügung stand. Die „Studie“ begann im Jahre 1932 und endete erst 1972, als Einzelheiten in der Öffentlichkeit bekannt wurden.

## Kultur
Tuskegee ist Heimatort des Tuskegee Institute, einer ursprünglich nur für Schwarze gegründeten Bildungsanstalt, die mittlerweile als Universität allen Bevölkerungsgruppen offensteht.

## Persönlichkeiten

### Söhne und Töchter der Stadt
- Theodore Washington Brevard (1835–1882), Brigadegeneral im konföderierten Heer im Sezessionskrieg
- Frederick Arthur Bridgman (1847–1928), Maler des Orientalismus, Zeichner, Musiker und Schriftsteller
- Lester Boone (1904–1989), Jazzmusiker
- Rosa Parks (1913–2005), Bürgerrechtlerin
- Russell C. Davis (* 1938), Generalleutnant der United States Air Force
- Lionel Richie (* 1949), Sänger
- Tony Tolbert (* 1967), American-Football-Spieler
- Ajiona Alexus (* 1996), Schauspielerin

### Persönlichkeiten, die vor Ort gewirkt haben
- George Washington Carver (um 1864–1943), Botaniker, Chemiker und Erfinder in der Landwirtschaftsforschung, arbeitete und starb in Tuskegee